# WebSphere

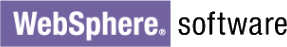
Logo

WebSphere is een merknaam voor een serie van IBM-softwareproducten voornamelijk gericht op web-technologie en het ontsluiten van databanken en backend-systemen. WebSphere heeft de term middleware algemeen bekendgemaakt en is ontworpen om toepassingen voor elektronisch zaken doen te maken, te draaien en te integreren. Een aantal IBM-laboratoria draagt bij aan het ontwerp en de ontwikkeling van WebSphere-producten.
Een belangrijk product uit de WebSphere-familie is WebSphere Application Server (WAS). WebSphere is gebouwd op basis van open standaarden zoals J2EE, XML en webservices.
Daarnaast was een veelgebruikt product WebSphere Studio Application Developer (WSAD), een IDE die is gebaseerd op het open-bron Eclipse-framework. Dit product is inmiddels ondergebracht in de Rational groep, en heet nu Rational Application Developer.
Het product MQ-Series is ook ondergebracht in de WebSphere-familie, en heet nu WebSphere MQ.

## Lijst van WebSphere producten (selectie)
- WebSphere Application Server
- WebSphere Process Server
- WebSphere Enterprise Service Bus
- WebSphere Business Modeler
- WebSphere Portal Server
- WebSphere Voice Server
- WebSphere Everyplace
- WebSphere Commerce
- WebSphere sMash